# Shoshana Felman
Shoshana Felman, född 29 januari 1942 i Tel Aviv, Israel, är en amerikansk litteraturkritiker. Hon är professor i komparativ litteraturvetenskap och franska vid Emory University.

## Biografi
Shoshana Felman avlade doktorsexamen vid Grenobles universitet 1970. I sin forskning fokuserar hon bland annat på fransk litteratur under 1800- och 1900-talet, psykoanalytisk litteraturkritik, feminism och vittnesbörd om Förintelsen. Hennes metoder utgår ibland från dekonstruktionen och hon räknas emellanåt till Yaleskolan. Hon har influerats av bland andra Jacques Lacan.